# Мідна річка (Аляска)

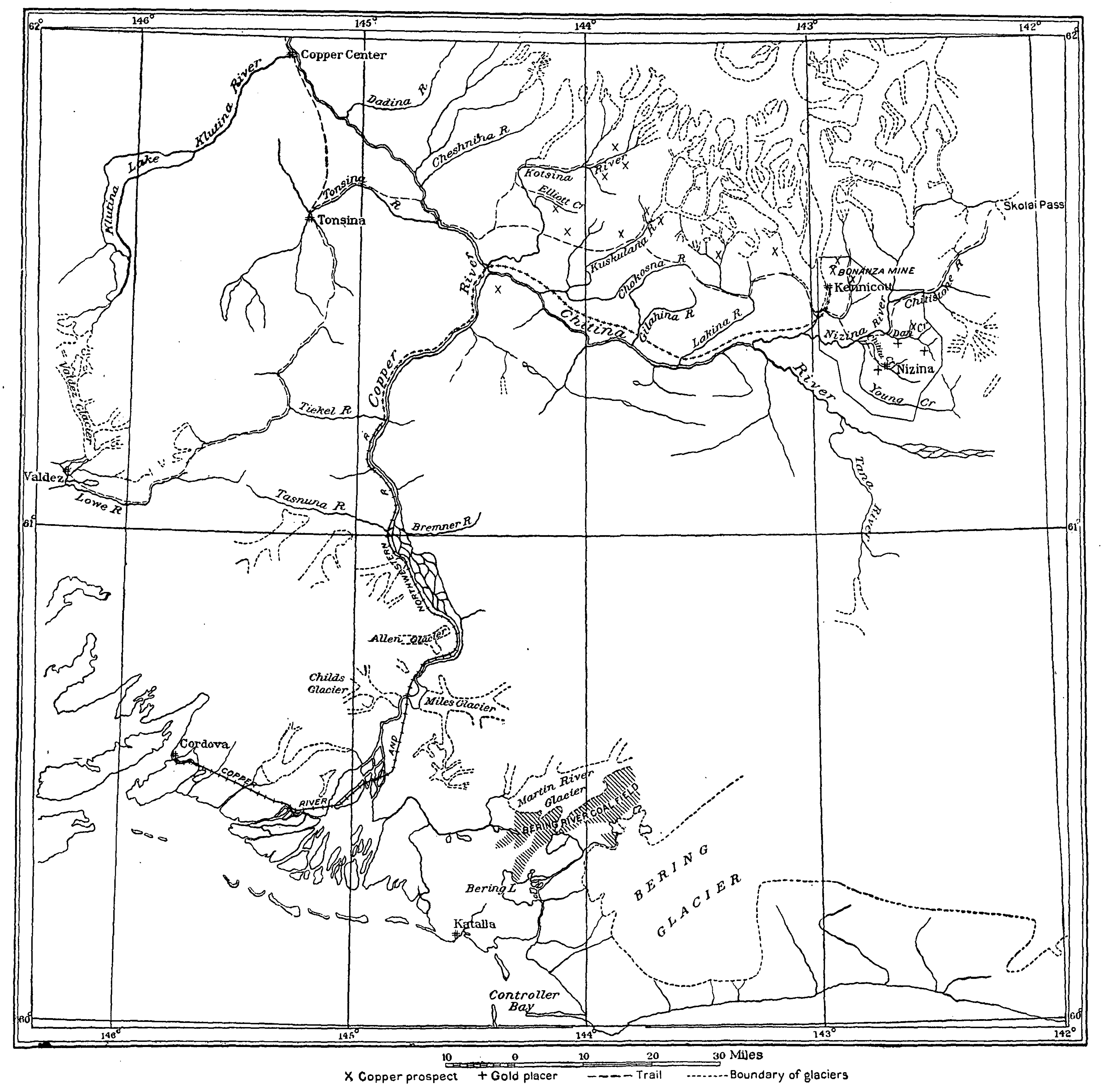
Південна частина Мідної річки

Мідна річка (англ. Copper River) або річка Атна (англ. Ahtna River, [ɑːtˈnə]), атабаскською мовою атна мовної групи на-дене Атна'tuu ([ʔät.näʔ.tu], «річка атнів або мідна річка»), мовою Тлінгітів Eeḵhéeni ([iː.qʰhiː'.nɪ], «мідна річка») — це річка на півдні центральної частини Аляски у США завдовжки 470 км. Її басейном є великий регіон гір Врангеля і Чугацьких гір, а впадає вона у затоку Аляска. Річка відома своєю великою екосистемою дельти, а також її великими гонами дикого лосося, які є одними з найбільш високо цінованих в світі. Річка є десятою за величиною в США за середнім об'ємом стоку в гирлі.

## Опис
Мідна річка має витоки у Мідному льодовику, який знаходиться на північно-східній стороні гори Врангеля, в горах Врангеля, в межах національного парку Врангель-Сент-Еліас. Спочатку вона тече майже строго на північ по долині, що лежить на східній стороні гори Санфорд, а потім повертає на захід, утворюючи північно-західний край гір Врангеля і відокремлюючи їх від гір Ментаста на північному сході. Далі вона повертає на південний схід і тече по широкій болотистій рівнині до переписної місцевості Читіна, де в неї з південного сходу впадає річка Читіна (мовою атна: Tsedi Na' [tʃɛ.diː.näʔ] <tsedi «мідь» + na’ «річка»). 
Довжина Мідної річки становить приблизно 470 км. Рівень її падіння — в середньому 2,3 метри на км, середня швидкість течії — 11 км/год. Площа басейну річки становить 62 000 км². Нижче за течією від її злиття з Читіна вона тече на південний захід, проходячи через вузький прохід у Чугацьких горах, оточений льодовиками, в межах Чугацького національного лісу на схід від піку Кордови.
Велика зона лінійно розташованих піщаних дюн заввишки 76 метрів тягнеться від гирла Мідної річки. Льодовики Майлза та Чайлдса опадають прямо в річку. 
Мідна річка впадає у затоку Аляски на південний схід від Кордови, де вона утворює дельту завширшки близько 80 км.

## Історія
Назва річки походить від багатих мідних родовищ уздовж верхів'я річки, які використовувалися корінним населенням Аляски, а потім і переселенцями з Російської Імперії і США. На берегах річки відбулись зіткнення між росіянами та індіанцями під час російсько-індіанської війни 1802—1805 років.
Промисловий видобуток міді був проблематичний через труднощі навігації в гирлі річки. Будівництво «залізниці Мідної річки і Північного Заходу» з Кордови до верхньої частини долини річки з 1908 по 1911 роки дозволило широкий видобуток мінеральних ресурсів, зокрема у шахті Кеннекотт, відкритій 1898 року. Шахта була залишена 1938 року і зараз є туристичною принадою — містом-привидом, та історичним районом у віданні Служби національних парків США. Шосе Мідної річки (Аляскинський маршрут 10) прокладене від Кордови до нижньої частини Мідної річки поруч з льодовиком Чайлдс, паралельно до старої залізниці, і закінчується на реконструйованому мосту Мільйона доларів через річку. Шосе Ток Кат-Офф (Аляскинський маршрут 1) прокладено вздовж долини Мідної річки по північній стороні Чугацьких гір.

## Рибальство

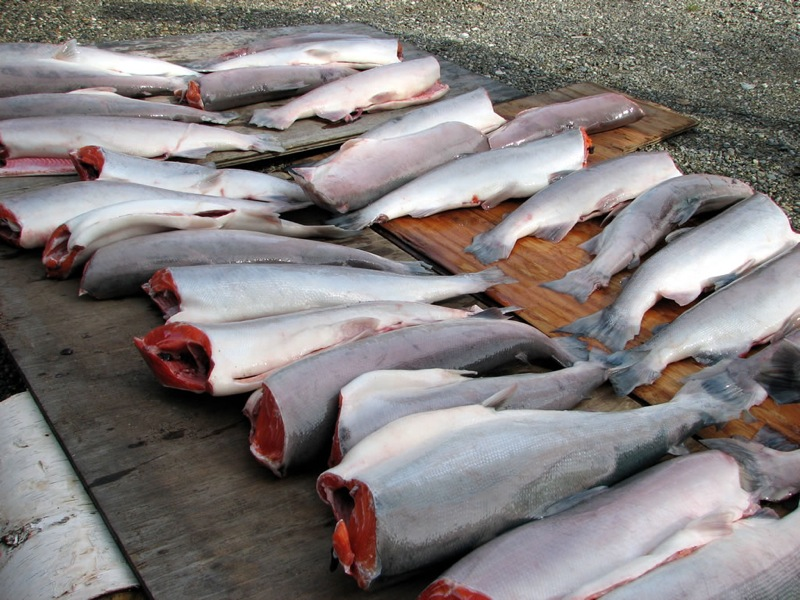
Нерка Мідної річки (2007 р.)

Знамениті лососеві гони річкою є результатом використання басейну річки для нересту більш ніж 2 млн особин лосося щорічно. Наслідком цих гонів є виникнення безлічі унікальних варіацій цієї риби, які цінуються за їх жирність. Комерційний сезон вилову на річці дуже короткий, починаючись у травні для чавичі і нерки і триваючи дні або години. Спортивна риболовля, навпаки, дозволена цілий рік, однак пік сезону на Мідній річці триває з серпня по вересень, коли йде гін кижуча. Рибний промисел спільно управляється Департаментом рибальства та полювання Аляски (ADF&G) і Федеральною радою забезпечення Міністерства внутрішніх справ США. Дані управління отримуються головним чином ADF&G на гідролокаційній станції озера Майлза та селищі корінного населення Ейяк на науково-дослідних станціях каньйону Бейрда та Каньйон-крік.

## Птахи
Дельта Мідної річки, яка простягається на 2 800 км², є найбільшими безперервними водно-болотними угіддями вздовж Тихоокеанського узбережжя в Північній Америці. Її щорічно використовують до 16 млн.прибережних птахів, в тому числі вся світова популяція побережника аляскинського і побережника чорногрудого. Вона також є домівкою і місцем гніздування для найбільшої в світі популяції лебедя-трубача і є єдиним відомим місцем гніздування темного підвиду казарки канадської (Branta canadensis occidentalis).

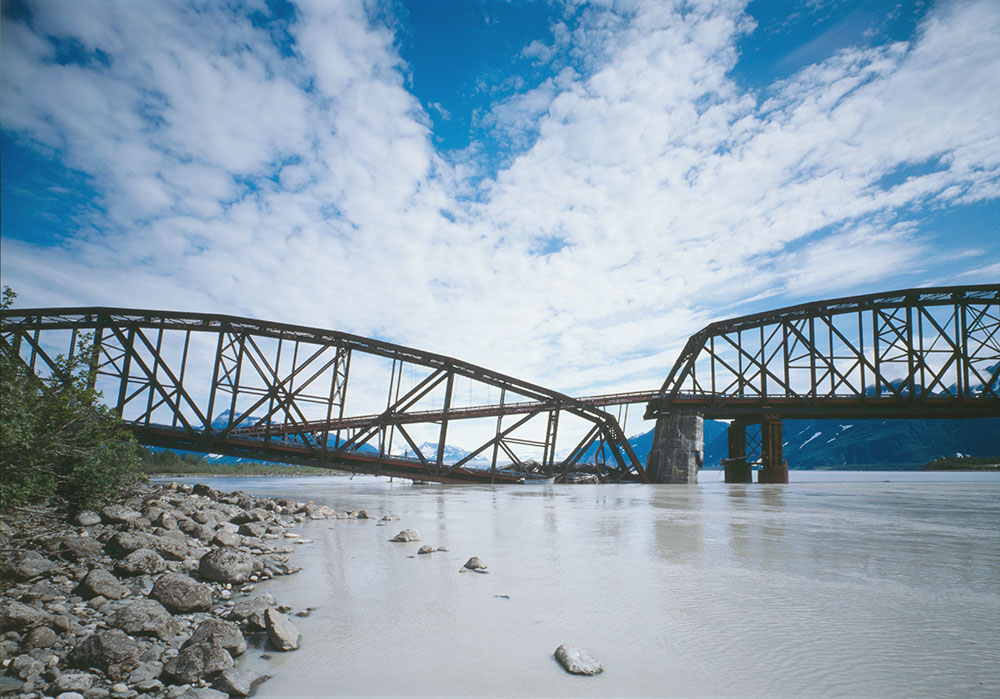
Міст льодовика Майлза, зі слідами руйнувань від землетрусу та тимчасового ремонту, 1984
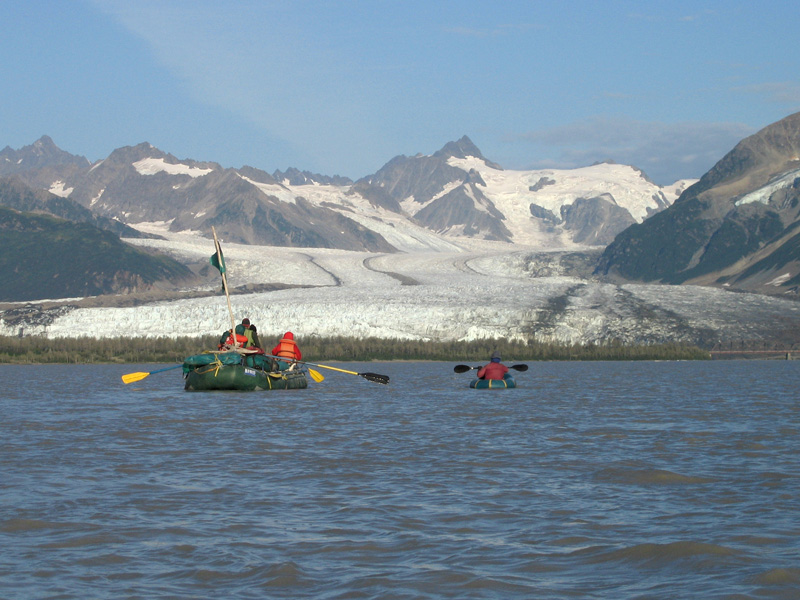
Рафтери та льодовик Чайлда на нижній Мідній річці.
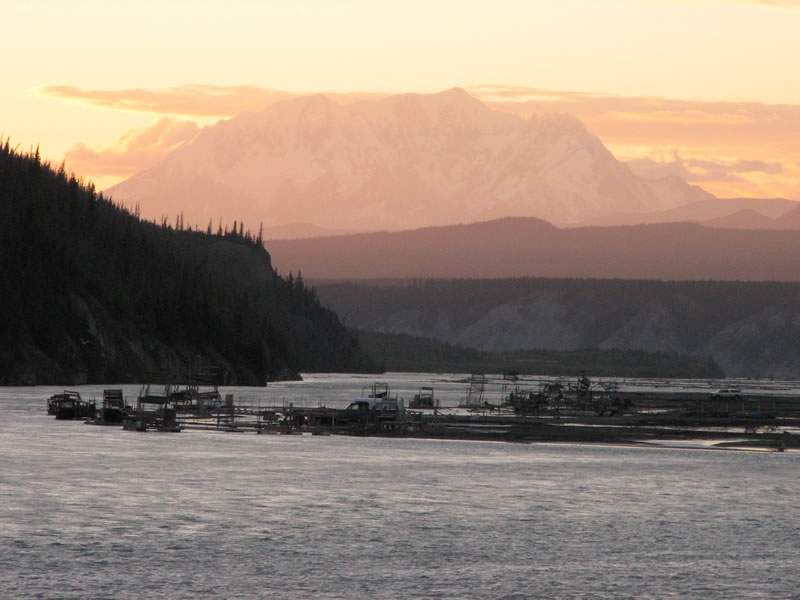
Рибні колеса на Мідній річці
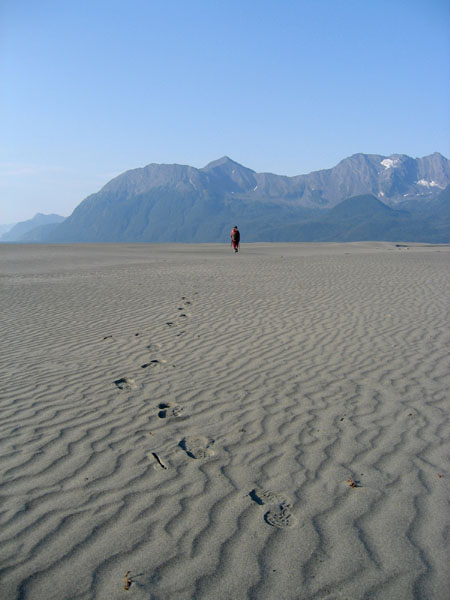
Піщані дюни Мідної річки
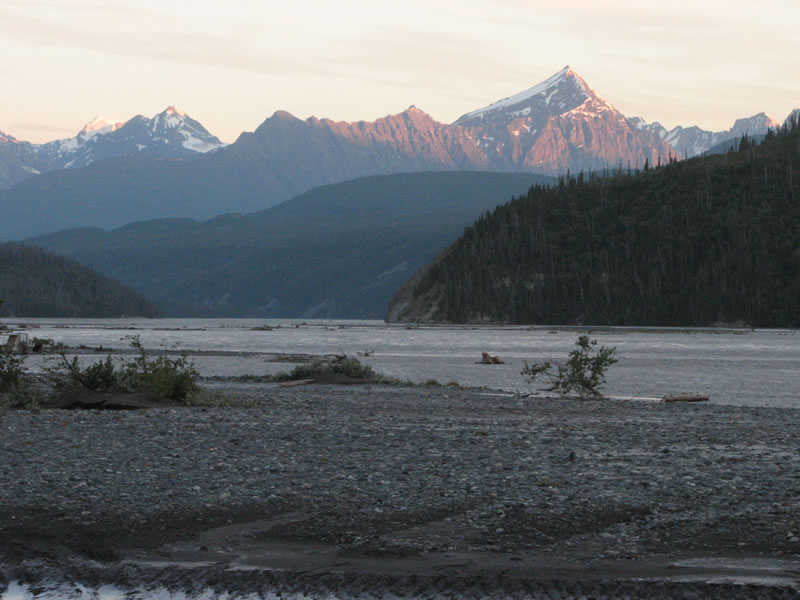
Мідна річка поблизу Читіна, вид на південь з моста
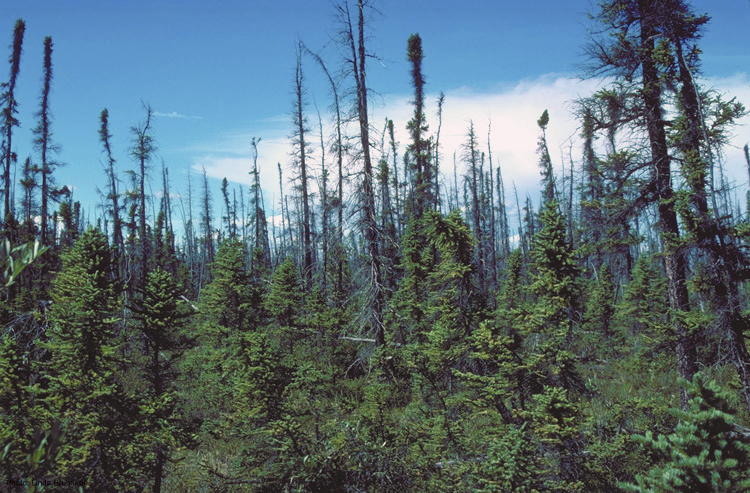
Тайга з ялини чорної вздовж Мідної річки.
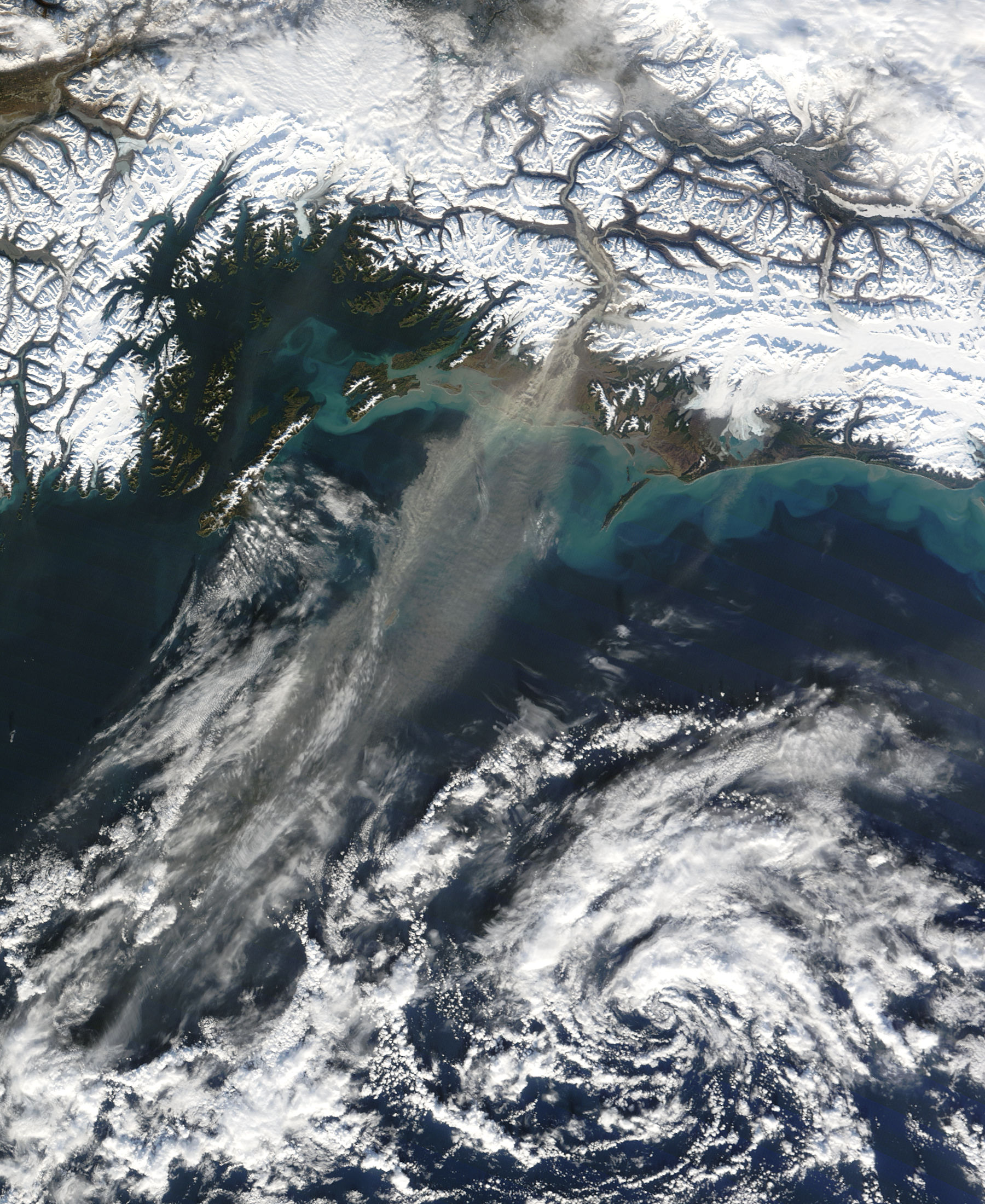
Вітер піднімає дрібний відклад з берегів річки та несе його над океаном.

## Подальше читання
- Brabets, Timothy P. (1997). Geomorphology of the Lower Copper River, Alaska [U.S. Geological Survey Professional Paper 1581]. Washington, D.C.: U.S. Department of the Interior, U.S. Geological Survey.